# Lakhdar Brahimi
Lakhdar Brahimi (em árabe: الأخضر الإبراهيمي, Al-Akhḍar Al-Ibrāhīmī) (El Azizia (Médéa), Argélia, 1 de janeiro de 1934) é um político e diplomata argelino e oficial da ONU.
Entre setembro de 2012 e maio de 2014, Brahimi foi o mediador oficial da ONU para a guerra civil na Síria.